# かみわたし〜神様の箸渡し〜
『かみわたし〜神様の箸渡し〜』（かみわたし かみさまのはしわたし）は、有馬啓太郎による日本の漫画。『ヤングキングアワーズ』（少年画報社）誌で2011年9月号から2012年8月号まで連載された。単行本は全2巻。

## あらすじ
大輪町にある先宮神社の参道を横切る小川には、伝承により橋を架けることが禁じられていた。
7年ぶりに故郷に戻ってきた主人公・宮坂建は、幼い頃の悪戯と同じように、小川に『橋』ならぬ『箸』を架ける。
『箸』を渡り神社の境内に入った彼は、初恋の相手であるテルヒメと7年ぶりの再会を果たすこととなる。

## 登場人物
宮坂建（みやさか たける）
主人公。高校1年生。7年ぶりに故郷へと戻り、テルヒメと再会する。
テルヒメ
正式な名前は高照姫（たかてるひめ）。姫神様。頭から生えたウサ耳が印象的な巫女装束の少女。
拝殿脇のケヤキの巨木を社として住んでいる。社の中限定であらゆる事象を『象』じることができる。この能力の結果、ケヤキの中の空間は大幅に拡張されており、外見以上の居住スペースを中に有している。結界により、神社境内から小川を越えて外に出ることはできない。
イナバ
テルヒメに付き従いサポートする、天上眉のある白兎。ときにはテルヒメに対して従者とは思えぬ手荒な振舞をすることもある。外見や口調からは分かりにくいがメスである。
宮坂勇希（みやさか ゆうき）
中学2年生。建の妹。全国大会出場経験があるほどの剣道の実力者。
宮坂静（みやさか しずる）
建と勇希の母。
大島大作（おおしま だいさく）
建と勇希の祖父。石職人。地元の祭に対して強い情熱を持っている。

## 舞台地
長野県諏訪地方の神社、風景、祭りなどがモデルとなっている（主舞台のモデルは諏訪市大和の先宮神社）。御柱も作中に登場する。

## 単行本
- 有馬啓太郎『かみわたし〜神様の箸渡し〜』 少年画報社〈ヤングキングコミックス〉、全2巻
  1. 2012年5月31日初版発行（2012年5月17日発売）[1] ISBN 978-4-7859-3841-3
  2. 2012年11月13日初版発行（2012年10月30日発売） ISBN 978-4-7859-3952-6